# Landschaftsschutzgebiet Hoppenberg/Raumberg

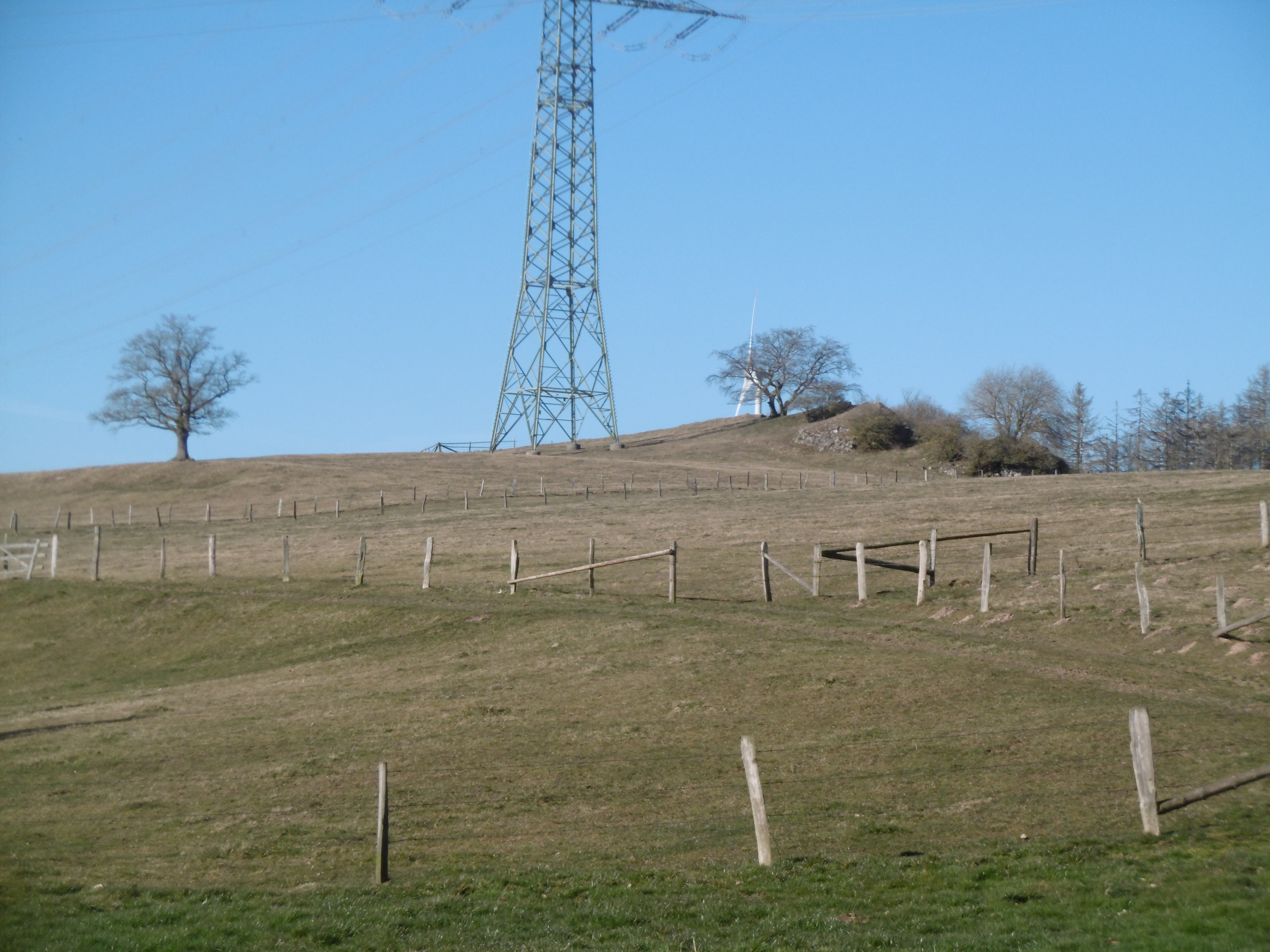
Östliche Bereich Landschaftsschutzgebiet Hoppenberg/Raumberg

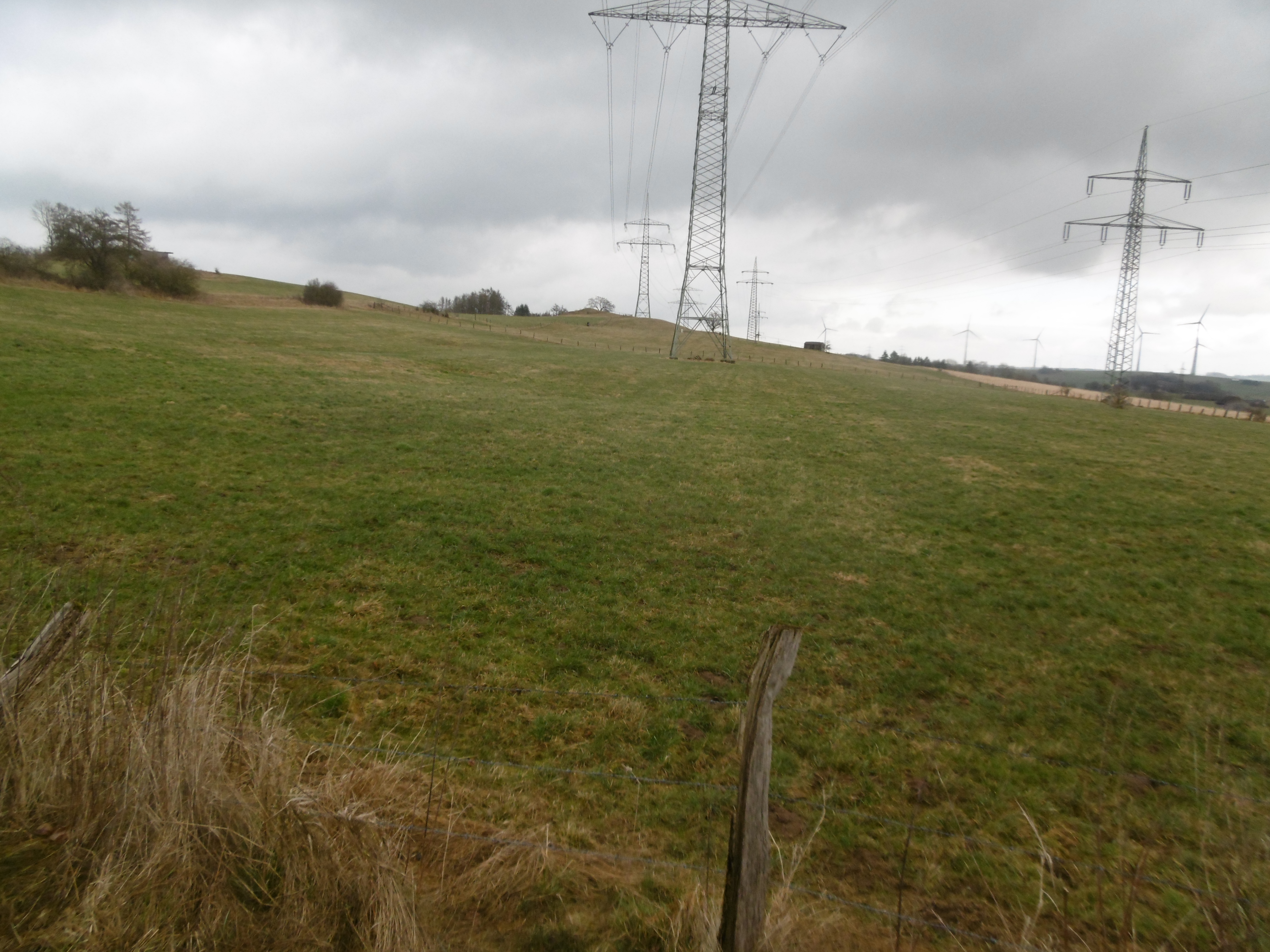
Bereich Die Landau im LSG

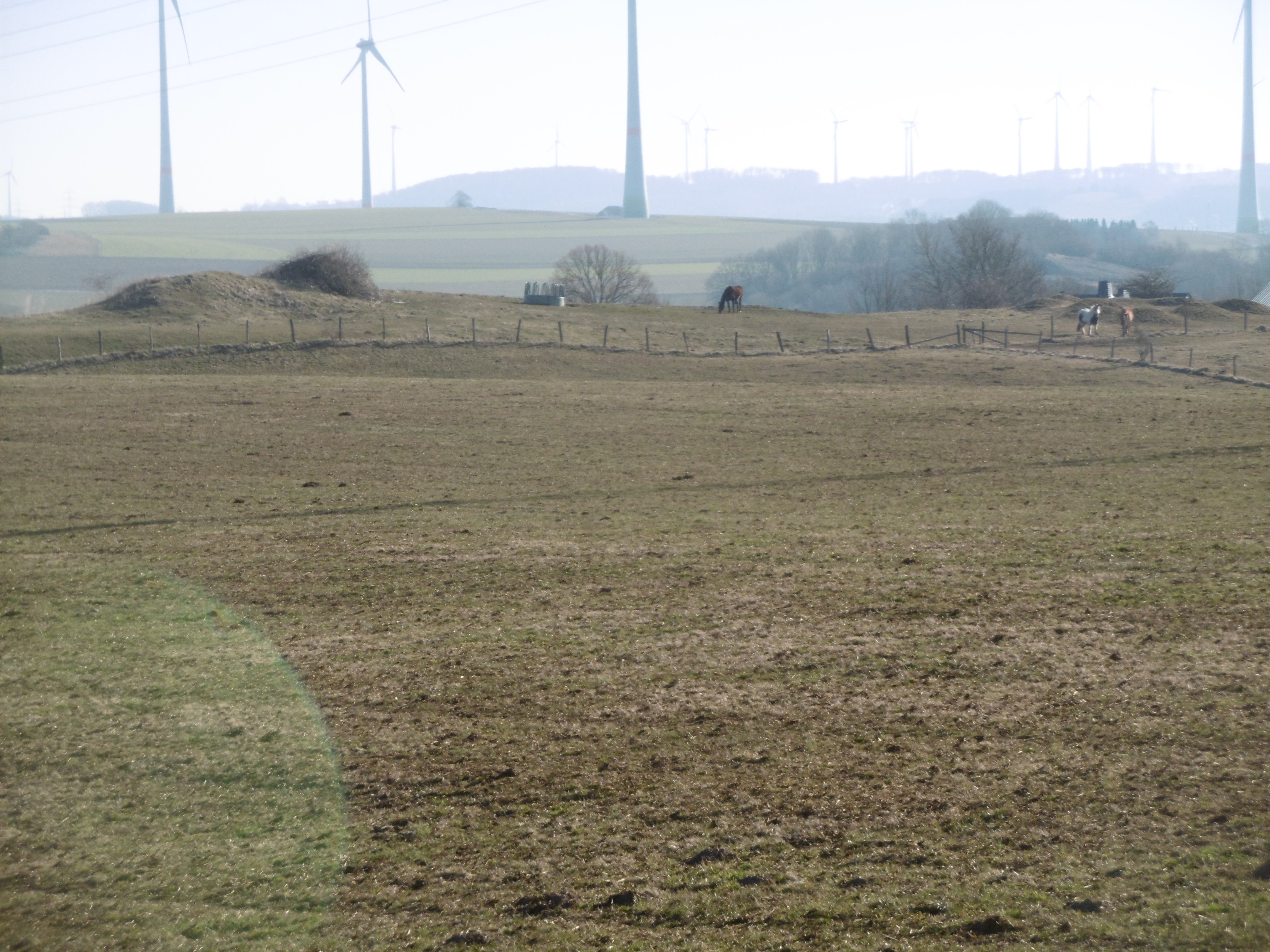
Hinten Biotop Kalkkuppe Bruskerstein nördlich Raumberg im LSG

Das Landschaftsschutzgebiet Hoppenberg/Raumberg mit 52,11 ha Größe liegt nördlich von Brilon. Das Gebiet wurde 2008 mit dem Landschaftsplan Briloner Hochfläche durch den Hochsauerlandkreis als Landschaftsschutzgebiet (LSG) ausgewiesen.
Das Landschaftsschutzgebiet Hoppenberg/Raumberg wurde als Landschaftsschutzgebiet vom Typ C, Wiesentäler und bedeutsames Extensivgrünland, ausgewiesen. In den Landschaftsschutzgebieten vom Typ C des Landschaftsplangebietes sind Erstaufforstungen und auch die Neuanlage von Weihnachtsbaumkulturen, Schmuckreisig- und Baumschulkulturen verboten. Ferner besteht ein Umwandlungsverbot von Grünland und Grünlandbrachen in Acker oder andere Nutzungsformen. Eine maximal zweijährige Ackernutzung innerhalb von zwölf Jahren ist erlaubt, falls damit die Erneuerung der Grasnarbe vorbereitet wird. Dies gilt als erweiterter Pflegeumbruch. Dabei muss ein Mindestabstand von 5 m vom Mittelwasserbett eingehalten werden. Für den Anbau von nachwachsenden Rohstoffen ist eine Befreiung vom Verbot des Grünlandumbruchs im Rahmen einer Einzelfallprüfung möglich.
Fast am westlichen Ende des LSG steht das Naturdenkmal Linde (Hof Östenberg). Das LSG grenzt nördlich an zwei Stellen direkt an das Naturschutzgebiet Goldbachtal, sonst grenzt im Norden das Landschaftsschutzgebiet Briloner Kalkplateau und Randhöhen an. Südlich liegt das Landschaftsschutzgebiet Wintertal/Escherfeld. Der nördliche Teil des gehört seit 2023 zum Vogelschutzgebiet Diemel- und Hoppecketal mit angrenzenden Wäldern.

## Beschreibung
Im LSG liegt nur Grünland. Das Schutzgebiet umfasst einen rund 200 m breiten, flachgründigen Höhenrücken zwischen dem Östenberg im Westen und dem Radweg an der B 480 im Osten. Dieser Höhenrücken markiert hier gleichzeitig die Nordgrenze des Briloner Kalkplateaus und dessen Übergang in die Tonsteinlagen des Ostausläufers der Innersauerländer Senke. Zum Potenzial des LSG führt der Landschaftsplan aus: „das ökologische Potenzial für relativ artenreiche Lebensräume, die die Magerrasen auf dem südlich liegenden Massenkalkplateau ergänzen“. Nördlich des Hofes Östenberg oder am Bruskerstein befinden sich bereits ausgeprägte Magergrünlandgesellschaften. Das NSG wird durch einige Feldgehölze und Einzelbäume gegliedert. Der Landschaftsplan schreibt ferner: „… eröffnet von den Wegen aus eindrucksvolle Aussichten auf den Nordteil der Briloner Hochebene, was dem Landschaftserlebnis in diesem Teil des Plangebietes zugute kommt.“

## Geschützte Biotope im LSG
Im Schutzgebiet gibt es zwei geschützte Biotope nach § 30 BNatSchG mit Lebensraumtypen des Anhangs I der FFH-Richtlinie. Dabei handelt es sich einmal um das Biotop Kalkkuppe Bruskerstein mit der Nummer BK-4517-0308 und einer Flächengröße von 0,30 ha. Die Kalkkuppe Bruskerstein grenzt direkt an einen Aussiedlerhof. Inmitten der Weide befindet sich ein knapp drei Meter hoher Felsen, welcher von einem schmalen Streifen Magergrünland umgeben ist. Die Umgebung hingegen ist durch Düngung stark eutrophiertes Intensivgrünland mit einzelnen Eichen. Auf dem kleinen, fast kreisrunden Felsen hat sich ein Kalkmagerrasen erhalten. Das Biotopkataster vom Landesamt für Natur, Umwelt und Verbraucherschutz Nordrhein-Westfalen (LANUV) führt zum Biotop aus: „Die Fläche ist als typisches Landschaftselement der Briloner Kalkkuppen nicht nur wertvoll für das Landschaftsbild, sondern auch ein kleiner Refugial-Lebensraum.“ Als Schutzziel wird „Erhalt einer Kalkkuppe mit Trockenrasen-Relikt“ aufgeführt, wozu sie als Naturdenkmal ausgewiesen wird. Es wurden dort Arten wie Rundblättrige Glockenblume, Wiesen-Flockenblume, Magerwiesen-Margerite, Hopfenklee, Kleine Bibernelle, Acker-Hornkraut, Kleines Habichtskraut, Gewöhnlicher Hornklee, Frühlings-Fingerkraut, Kleiner Wiesenknopf, Arznei-Thymian, Knöllchen-Steinbrech und Flaumiger Wiesenhafer kartiert.
Das zweite Biotop im LSG ist die Magerweide am Bruskerstein mit der Nummer BK-4517-0023 und einer Flächengröße von 0,36 ha. Auf der Magerweide fand man Arten wie Frühlings-Segge, Bleiche Segge, Wiesen-Flockenblume, Gemeines Hornkraut, Harzer Labkraut, Berg-Platterbse, Blutwurz, Gemeine Braunelle, Großer Wiesenknopf, Gamander-Ehrenpreis, Rotes Straußgras und Spitzlappiger Frauenmantel.

## Schutzzweck
Die Ausweisung erfolgte zur Erhaltung, Ergänzung und Optimierung eines Grünlandbiotop-Verbundsystems, insbesondere mit den Naturschutzgebiets-Ausweisungen im Grünland. Dadurch sollen Tiere und Pflanzen Wanderungs- und Ausbreitungsmöglichkeiten behalten. Wie die anderen Landschaftsschutzgebiete vom Typ C dient auch diese Ausweisung als Pufferzone für angrenzende Naturschutzgebiete.